# Kazerma
Kazerma, Kazerna – skała na wzniesieniu Kołoczek w miejscowości Kroczyce w województwie śląskim, w powiecie zawierciańskim, w gminie Kroczyce. Wzniesienie to należy do tzw. Skał Kroczyckich i znajduje się w obrębie rezerwatu przyrody Góra Zborów na Wyżynie Częstochowskiej. Kazerma znajduje się pomiędzy Brzuszkami Buddy i Wielkim Dziadem.
Kazerma to skała wapienna znajdująca się w lesie we wschodniej części skał wzniesienia Kołaczyk, przez wspinaczy skalnych nazywanego Górą Kołoczek. Jest to wysoka i łatwo rozpoznawalna skała, gdyż posiada wybitnie duży okap i dużą nyżę. Ma połogie i pionowe ściany o wysokości 9–18 m. Występują w niej takie formacje skalne jak filar, komin, zacięcie, nyża i okap. Ściany wspinaczkowe mają wystawę północną, południową i południowo-zachodnią.

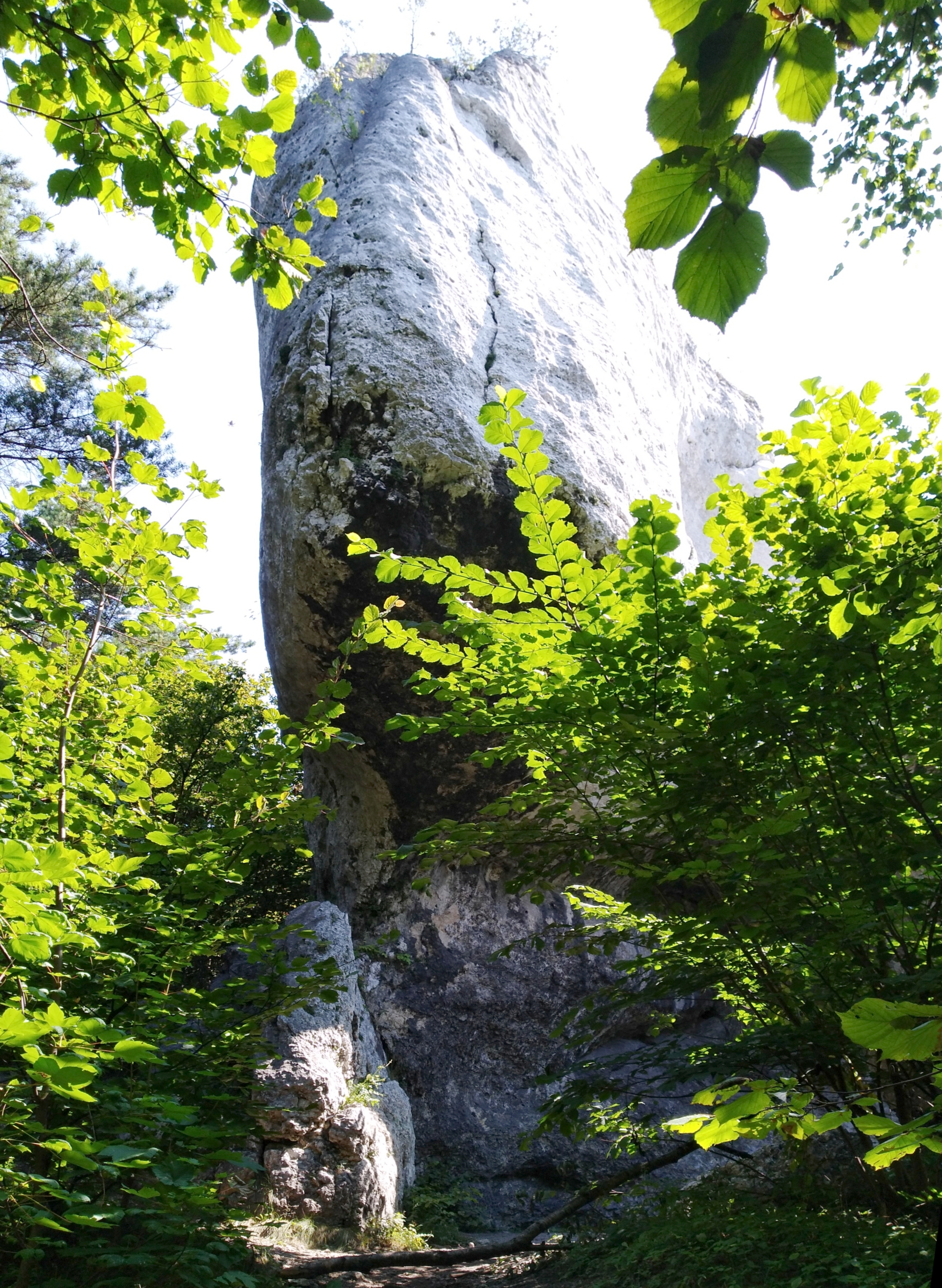
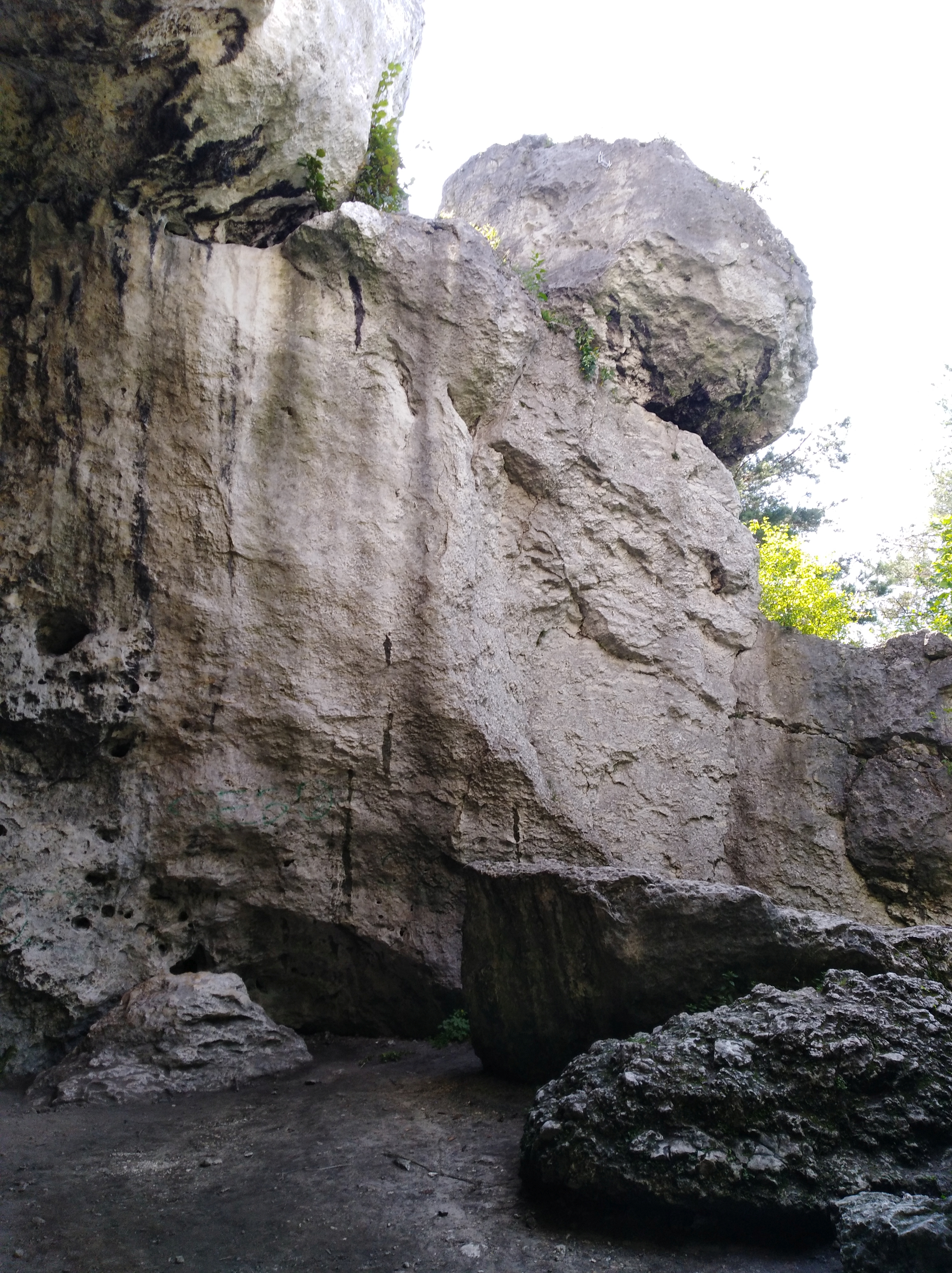
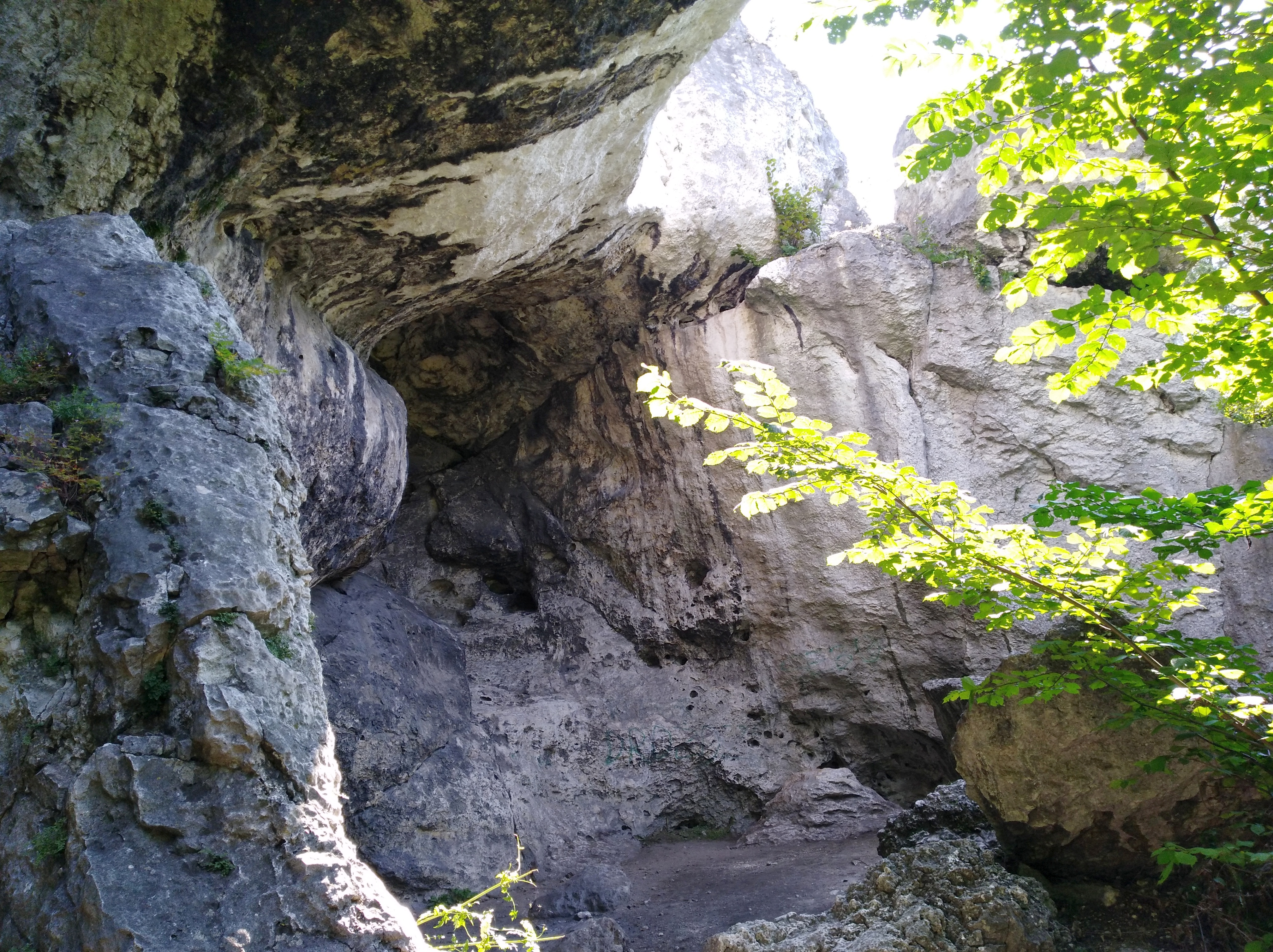
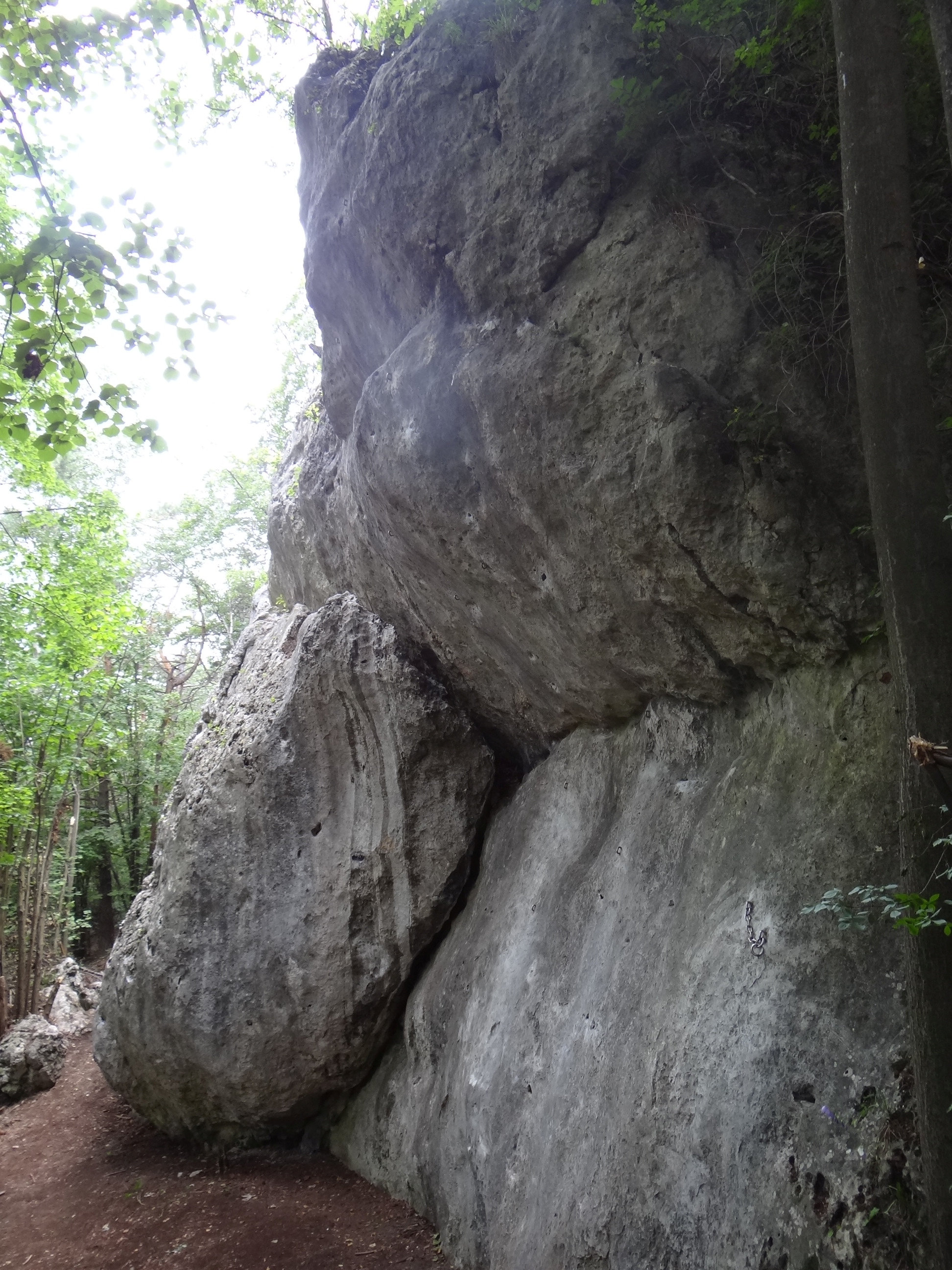

## Drogi wspinaczkowe
Na Kazermie jest 14 dróg wspinaczkowych o stopniu trudności od IV do VI.7+ w skali Kurtyki. Niektóre z dróg są więc ekstremalnie trudne. Niemal wszystkie mają zamontowane stałe punkty asekuracyjne: ringi (r) i stanowisko zjazdowe (st).

Kazerma I
1. Brzózka; 1r, IV, 9 m
2. Oko demona; 2r, VI.2+, 10 m
3. Metoda namydlonej ręki; 1r, VI.4+, 11 m

Kazerma II
1. Księga Bokonona; 9r +st, VI.7+, 20 m
2. Igraszki z papugą; 6r + st, VI.3+/4, 15 m

Kazerma III
1. Igraszki z papugą; 6r + st, VI.3+/4, 15 m
2. Pod papugami; 3r + st, VI.1, 12 m
3. Wyścig Pokoju; 3r + st, VI.2+, 11 m
4. Peleton; 8r + ST VI.5+, 18 m
5. Łza demona; 3r + st, VI.1+, 11 m
6. Bania na demonie; 3r + st, VI.2+, 11 m
7. Igraszki z demonem; 6r + st, VI.3+/4, 15 m
8. Królowie życia; 3r + st, VI.2+, 11 m
9. Bez nazwy; V, 10 m[2].